# Leptomyrina hirundo
The Tailed Black-eye (Leptomyrina hirundo) là một loài bướm ngày thuộc họ Bướm xanh. Nó được tìm thấy ở Nam Phi to bờ biển của miền đông Kenya và Malawi. In South Africa it được tìm thấy ở warm wooded Savannah from the East Cape to coastal KwaZulu-Natal và inland in riverine forest to Swaziland, Mpumalanga và the Limpopo Province.
Sải cánh dài 19–24 mm đối với con đực và 19.5–26 mm đối với con cái. Con trưởng thành bay quanh năm in warmer areas with peaks in tháng 11 và tháng 3.
Ấu trùng ăn Kalanchoe, Crassula, Byrophyllum và Cotyledon species.